# Daniel Slotnick
Daniel Leonid Slotnick (1931 — 1985) foi um matemático e arquiteto de computadores estadunidense.